# Una proposta seducente
Una proposta seducente (Tempting Fate) è un film tv del 2019 con protagonisti Alyssa Milano e Zane Holtz. Prodotto dalla rete televisiva Lifetime TV.

## Trama
Gabby è una donna sposata, suo marito Elliot di professione è un medico, hanno due figlie adolescenti, Olivia e Alana. Benché quella di Gabby dia l'impressione di essere una vita felice, il suo è un matrimonio senza progettualità, infatti affronta una crisi quando Gabby scopre che il marito in maniera meschina, non volendo lui avere altri figli, si è sottoposto a una vasectomia senza interpellare Gabby la quale voleva tanto un altro bambino. Ad una festa Gabby conosce un uomo più giovane di nome Matt, un imprenditore di successo, i due si prendono subito in simpatia e in breve tempo iniziano a frequentarsi, ma nonostante Gabby intuisca subito che Matt prova dei sentimenti per lei, preferisce che la loro rimanga un'innocente amicizia.
Le cose tra Elliot e Gabby peggiorano, a cominciare dal fatto che lui non intende sottoporsi a un intervento per rinvertire la vasectomia, inoltre mentre le figlie vanno via di casa per lo spring break, Gabby che sperava di trascorrere un po' di tempo con Elliot, si ritrova in casa da sola dato che il marito ha preferito andare a un convegno medico. Rimasta sola, Gabby in un momento di debolezza fa l'amore con Matt, per poi pentirsene. Qualche tempo dopo Gabby scopre di essere incinta, il bambino chiaramente non può che essere di Matt.
Elliot, davanti all'infedeltà della moglie, decide di lasciarla, Olivia delusa dal comportamento della madre va via di casa insieme al padre. A dispetto della spiacevole situazione, Gabby vuole tenere il bambino. Gabby preferisce escludere Matt dalla gravidanza, non vuole nemmeno dirgli di essere incinta dato che lui non vuole figli. Gabby affronta un vero calvario, cercando di avviare la sua attività come restauratrice di mobili usati oltre a tentare di convincere Elliot a non vendere la casa, tentando di racimolare il denaro per comprare le quote del marito.
A dispetto di tutto è evidente come Elliot e Gabby continuino ad amarsi, tuttavia Elliot ferito nell'orgoglio le chiede il divorzio, inoltre ha già iniziato a frequentare un'altra donna, comunque Gabby riesce a riconciliarsi con Olivia che torna a vivere con Alana e la madre. Gabby confessa a Matt di essere incinta, lui però non sembra voler far parte della vita del bambino non potendo perdonare Gabby di avergli tenuta nascosta la sua gravidanza.
A Gabby le si rompono le acque, Elliot la porta in ospedale restandole accanto durante il parto, Gabby da alla luce un bambino a cui dà il nome di Henry. Tra Elliot e Gabby c'è un riavvicinamento, è ovvio come Elliot senta la mancanza della moglie. Matt va a trovare Gabby a casa sua, conosce finalmente il suo bambino, ormai ha già iniziato una relazione con un'altra donna, lui e Gabby rimangono buoni amici, Matt è ora pronto a far parte della vita di Henry.
Gabby va a trovare Elliot nel suo studio medico, confessandogli di amarlo ancora profondamente e che vuole trascorrere tutta la sua vita con lui, Elliot trova la forza di ammettere i propri errori, solo ora ha capito che i loro problemi sono iniziati perché ha commesso lo sbaglio di dare il suo matrimonio per scontato, ciò che ora vuole è tornare con la moglie ed è pronto ad amare anche Henry. Elliot torna nella sua casa, Gabby ha di nuovo la sua famiglia unita, mentre Matt è partecipe della vita di Henry, in qualche modo uniti tutti dall'amicizia e dall'amore famigliare.

## Produzione
La pellicola è l'adattamento del best sellers del 2014 di Jane Green Tempting Fate.
Le riprese si sono svolte nell'estate del 2018 tra Vancouver e Langley, in Canada.